# Макеєва Людмила Вікторівна
Маке́єва Людми́ла Ві́кторівна (рос. Макеева Людмила Викторовна; нар. 11 квітня 1955) — російська радянська акторка театру і кіно, театральний режисер і педагог. Головний режисер, старший викладач з майстерності актора та режисури Театру-студії «Арт-Майстер».
У 1999 році закінчила ВТУ імені Б. В. Щукіна. Викладала «Майстерність актора» у цьому ж училищі.
У кіно дебютувала у 1994 році в російсько-британському фільмі «Німий свідок». Згодом знялась ще у низці фільмів.
Дружина заслуженого артиста РРФСР Юрія Шерстньова.